# Assistanshund

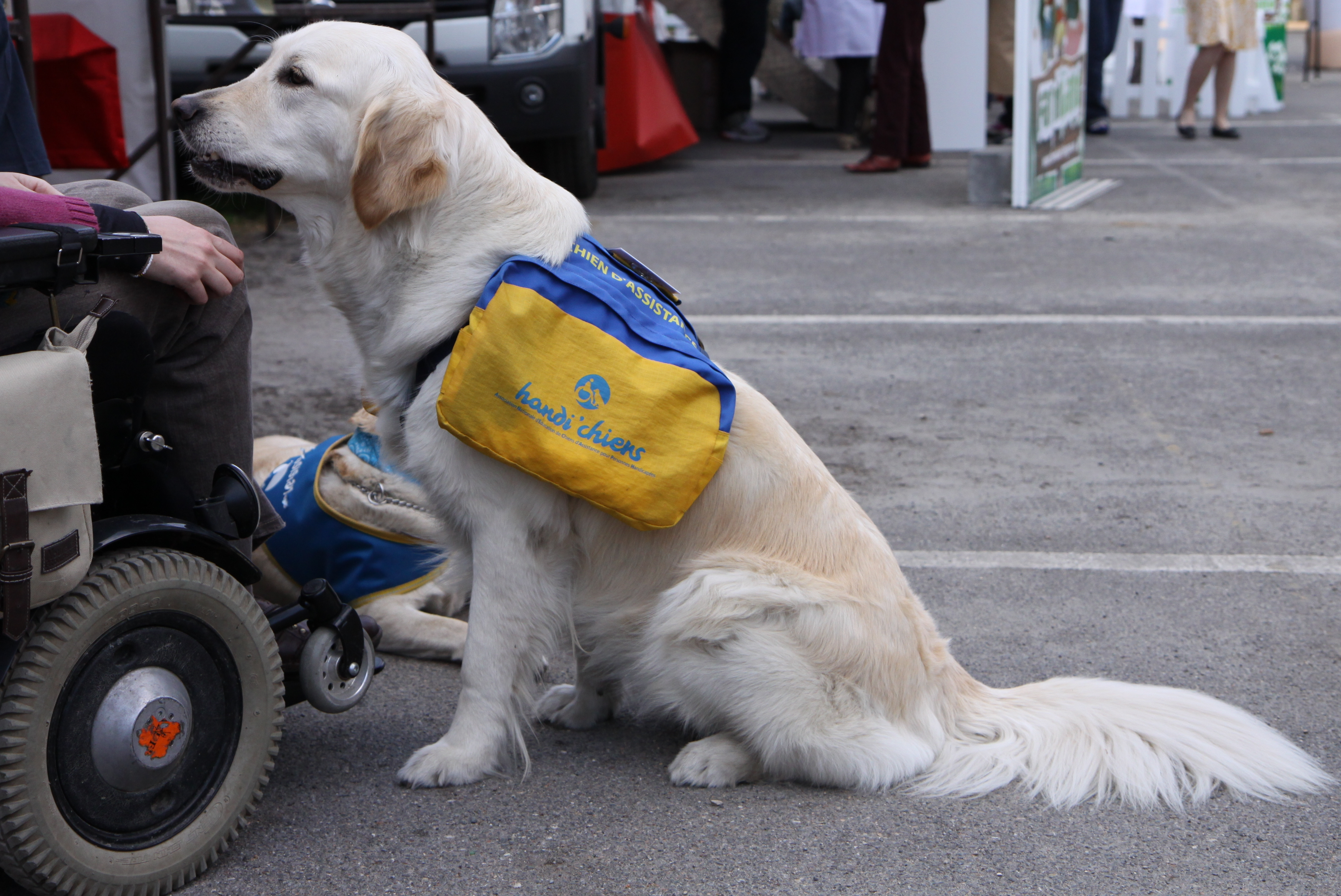
En golden retriever som assistanshund med tjänstetäcke.

Assistanshundar är arbetande brukshundar vars förare oftast är en funktionsnedsatt person. Assistanshund är ett samlingsbegrepp för olika specialtränade hundar: (service- och signalhundar; sos-hundar), diabeteshund, epilepsihund (alarmerande servicehundar), ledarhund (tidigare blindhund), servicehund (rehabhund), psykisk hälsa-hund (NPF-hund), signalhund (för hörselskadade) och terapihund (vårdhund).
Utom när det gäller ledarhundar och terapihundar, utbildas oftast ekipagen tillsammans i regi av någon assistanshundorganisation som är ansluten till Assistance Dogs Europe och Assistance Dogs International som utarbetat regelverk och standarder för certifiering av assistanshundar. Certifierade assistanshundar och assistanshundar under utbildning bär ett särskilt tjänstetäcke som talar om att de får följa sin husse eller matte på platser där hundar annars inte är tillåtna.
Ledarhundar är kostnadsfria hjälpmedel, medan övriga assistanshundar måste bekostas privat via fonder eller stipendier. 2010 beräknas kostnaden för utbildningen av en assistanshund till mellan 20.000 och 50.000 kr. 2008 fick Hjälpmedelsinstitutet regeringens uppdrag att tillsammans med Socialstyrelsen bedriva försöksverksamhet med assistanshundar.
Enligt Hjälpmedelsinstitutet finns det 2010 drygt 120 assistanshundar (utom ledarhundar och terapihundar) i Sverige som är färdigutbildade eller under utbildning. Antalet ledarhundar är samtidigt ca 285.
En kvinna som inte fick ta med sin assistanshund på flyget, diskriminerades av ett flygbolaget. Den bedömningen gör DO, och begär att bolaget ska betala diskrimineringsersättning till kvinnan.